# Болдуин Фордский
Болдуин Фордский (англ. Baldwin of Forde; ок. 1125, Эксетер, Девоншир — 19 ноября 1190, Акра, Сирия) — 42-й архиепископ Кентерберийский (1184—1190).

## Биография

### Ранние годы
Родился в Эксетере (Девоншир) около 1125 года. Время рождения рассчитывается приблизительно на основании сведений о том, что папа римский Евгений III нанял его в качестве учителя своего племянника в 1150 или 1151 году, когда Болдуину было около двадцати пяти лет. Ранее он изучал теологию в Болонье у будущего папы римского Урбана III, возможно также во французском Лане.
К 1155 году Болдуин вернулся домой и служил при епископе Эксетерском Роберте Чичестерском. 23 мая 1162 года новый епископ Бартоломью назначил Болдуина архидиаконом Тотнеса после смерти предыдущего архидиакона, Хью д’Э (Hugh d’Eu). Предположительно, тот был отцом Болдуина.

### Монах и епископ
В 1170 году Болдуин стал цистерцианским монахом Фордского аббатства в графстве Дорсет, а к 1173 году он стал аббатом. Епископ Бартоломью был сторонником Томаса Бекета, также сохранились благожелательные отзывы о Болдуине сподвижника Бекета, Иоанна Солсберийского. Позднее Болдуин писал о своих переговорах с аббатом Сито с целью выполнить поручение Папы о посредничестве в примирении Бекета с Генрихом II.
В этот период Болдуин также стал автором ряда богословских трудов, из которых наиболее известны De commendatione fidei и De sacramento altaris.
10 августа 1180 года Болдуин был рукоположён епископом Вустерским.

### Архиепископ Кентерберийский
Процедура возвышения Болдуина в архиепископское достоинство стала ещё одним этапом противостояния кентерберийских монахов с епископами. После смерти Ричарда Дуврского состоялся синод в Рединге, на котором указанные стороны не пришли к согласию относительно кандидатуры нового архиепископа. Генрих II распустил синод и созвал его снова через девять месяцев в Лондоне, где епископы выдвинули кандидатуру Болдуина, но монахи согласились с ней только после согласия короля на официальное оформление нового архиепископа как избранного монахами. 16 декабря 1184 года состоялась процедура избрания, 19 мая 1185 года после получения из Рима паллия состоялась интронизация Болдуина Фордского на Кентерберийской архиепископской кафедре. Как и его предшественник Ричард Дуврский, Болдуин не стремился вмешиваться в дела государства и полностью подчинился могущественному королю, чьи владения простирались на материке до Пиренеев.
Болдуин был противником чрезмерного влияния монахов на Кентерберийскую кафедру и решил учредить «альтернативный» кафедральный собор: в 1186 году он попытался основать коллегиальную церковь в Хэкингтоне севернее Кентербери, где разместил архиепископскую кафедру и предоставил пребенду королю и епископам. Финансирование предполагалось за счёт города Кентербери и его церквей. Епископы поддержали решение, однако, кентерберийские монахи направили в Рим делегацию с протестом (шесть её членов умерли там от чумы). «Хэкингтонский диспут» не закончился при жизни Болдуина, но было принято компромиссное решение о переносе коллегиальной церкви в Ламбет.
В 1185 году Болдуин принял крест, в 1188 году проповедовал в Уэльсе необходимость нового крестового похода, в марте 1190 года Болдуин отправился вместе с Ричардом Львиное Сердце в Третий крестовый поход и 19 ноября 1191 года умер при осаде Акры.